# Regioprefect
De regioprefect is in Frankrijk een prefect, die de belangen van een regio vertegenwoordigt. Hij is tevens prefect van het departement waar de hoofdplaats van de regio zich bevindt. Deze functie is in 1964 in Frankrijk in het leven geroepen en sindsdien heeft de regioprefect steeds meer bevoegdheden gekregen. De bevoegdheden van de regioprefect zijn voor de laatste keer wettelijk vastgelegd op 29 april 2004.

## Functies
De regioprefect heeft binnen het departement dat hij bestuurt precies dezelfde bevoegdheden als een gewone departementsprefect. Daarnaast oefent hij op het niveau van de hele regio een bestuurlijke, economische en politieke functie uit, wat inhoudt dat hij niet alleen een aantal regeringstaken vervult, maar ook dat hij zowel aan andere departementsprefecten binnen dezelfde regio alsook aan de Conseil Régional bepaalde regels en beslissingen kan opleggen (sinds 1992). In Frankrijk is het bestuur decentraal georganiseerd. Bij de Franse wetswijziging van 29 april 2004 heeft de regioprefect op dit gebied nog meer bevoegdheden gekregen. Somme regioprefecten zijn ook prefecten van een Franse defensiezone.